# Bulbophyllum crassipes
Bulbophyllum crassipes es una especie de orquídea epifita originaria de Asia.

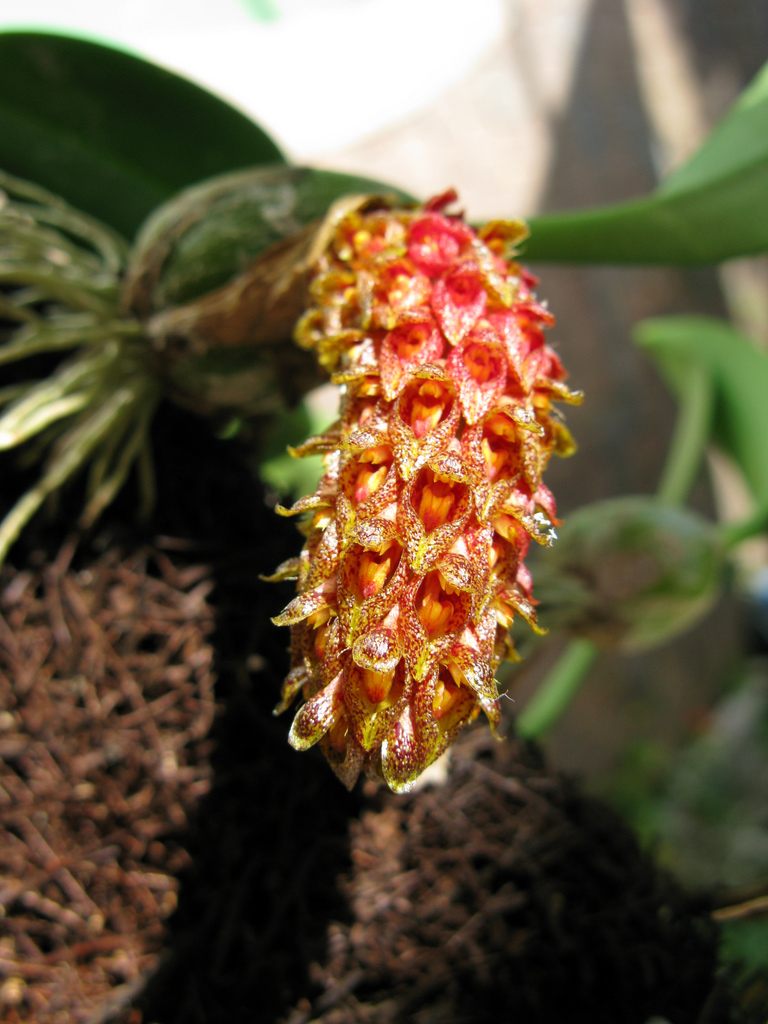
Inflorescencia

## Descripción
Es una orquídea de pequeño tamaño que prefiere el clima cálido, con hábitos epifita con pseudobulbos cónicos, lisos que llevan una sola hoja, oblongo apical, obtusa o poco mucronada, peciolada y gruesa coriácea. Florece en la primavera en una inflorescencia erecta, de  15 a 20 cm  con envoltura larga con brácteas oblongas florales y muchas flores con un olor agrio, que aparecen próximas al pseudobulbo, necesitando media sombra y riegos regulares. Muy similar a B careyanum pero difiere en la pequeña stelidia en la columna  y la amplia forma de "U"  del labelo.

## Distribución y hábitat
Se encuentra en Assam, Himalaya oriental, Bhután, India, Islas Andaman, Birmania, Tailandia, Laos y Vietnam en los bosques de hoja perenne con hojas anchas sobre los troncos de árboles a una altitud de 1.100 a 1.200 metros.   

## Taxonomía
Bulbophyllum crassipes fue descrita por Joseph Dalton Hooker y publicado en The Flora of British India 5(16): 760. 1890.
Etimología
Bulbophyllum: nombre genérico que se refiere a la forma de las hojas que es bulbosa.
crassipes: epíteto latino que significa "grueso".
Sinonimia
- Bulbophyllum careyanum var. crassipes (Hook.f.) Pradhan
- Phyllorchis crassipes (Hook. f.) Kuntze
- Phyllorkis crassipes (Hook.f.) Kuntze[3][4]